# Liste der Biografien/Maly
Liste der Biografien |
Portal Biografien |
Personensuche
# |
A |
B |
C |
D |
E |
F |
G |
H |
I |
J |
K |
L |
M |
N |
O |
P |
Q |
R |
S |
T |
U |
V |
W |
X |
Y |
Z |
?
 
Ma |
Mb |
Mc |
Md |
Me |
Mf |
Mg |
Mh |
Mi |
Mj |
Mk |
Ml |
Mm |
Mn |
Mo |
Mp |
Mq |
Mr |
Ms |
Mt |
Mu |
Mv |
Mw |
Mx |
My |
Mz
 
Maa |
Mab |
Mac |
Mad |
Mae |
Maf |
Mag |
Mah |
Mai |
Maj |
Mak |
Mal |
Mam |
Man |
Mao |
Map |
Maq |
Mar |
Mas |
Mat |
Mau |
Mav |
Maw |
Max |
May |
Maz
 
Mala |
Malb |
Malc |
Mald |
Male |
Malf |
Malg |
Malh |
Mali |
Malj |
Malk |
Mall |
Malm |
Maln |
Malo |
Malp |
Malq |
Malr |
Mals |
Malt |
Malu |
Malv |
Malw |
Maly |
Malz
Die Liste der Biografien führt alle Personen auf, die in der deutschsprachigen Wikipedia einen Artikel haben. Dieses ist eine Teilliste mit 62 Einträgen von Personen, deren Namen mit den Buchstaben „Maly“ beginnt.

## Maly
- Maly, Alexander Lwowitsch (1907–1961), sowjetischer Raumfahrtingenieur
- Maly, Anton (1884–1959), siebenbürgischer Autor von Reise- und Abenteuerromanen sowie Theaterstücken
- Maly, Beate (* 1970), österreichische Autorin
- Maly, Christian (* 1975), deutscher Fußballtorwart
- Maly, Elga (1921–1989), österreichische Malerin
- Maly, Felix (* 1994), deutscher Eisschnellläufer
- Maly, Franz de Paula (1823–1891), österreichischer Gärtner und Botaniker
- Maly, Hans (1907–1971), deutscher Polizeibeamter
- Maly, Ida (1894–1941), österreichische Malerin
- Malý, Jakub (1811–1885), tschechischer Historiker, Schriftsteller und Journalist
- Maly, Josef (1857–1912), deutschböhmischer Jurist und Politiker
- Malý, Karl Franz Josef (1874–1951), bosnischer Botaniker und Pteridologe
- Malý, Ladislav (1920–1951), tschechoslowakischer Beamter und Soldat
- Mały, Leon (* 1958), römisch-katholischer Bischof
- Maly, Lina (* 1997), deutsche Musikerin und LiedermacherinLina Maly (* 1997)

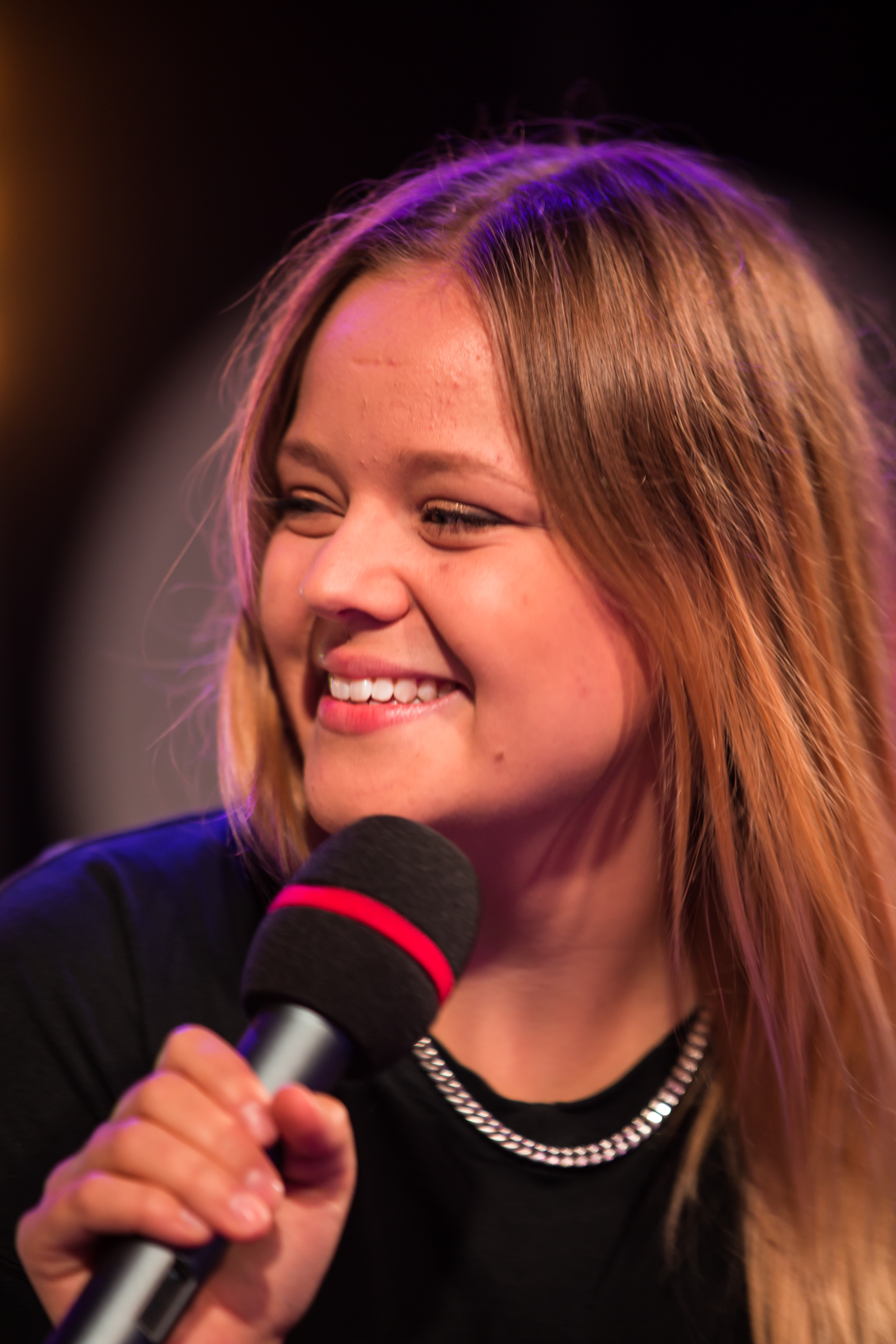
Lina Maly (* 1997)

- Malý, Michal (* 1959), tschechischer Badmintonspieler
- Malý, Miroslav (* 1963), deutsch-tschechischer Eishockeyspieler
- Maly, Paula (1891–1974), österreichische Malerin und Grafikerin
- Maly, Peter (* 1936), deutscher Innenarchitekt und Industriedesigner
- Maly, Richard (1839–1891), österreichischer Chemiker, physiologischer Chemiker
- Maly, Sergei (* 1990), kasachischer Fußballspieler
- Maly, Ulrich (* 1960), deutscher Politiker (SPD), Oberbürgermeister der Stadt NürnbergUlrich Maly (* 1960)

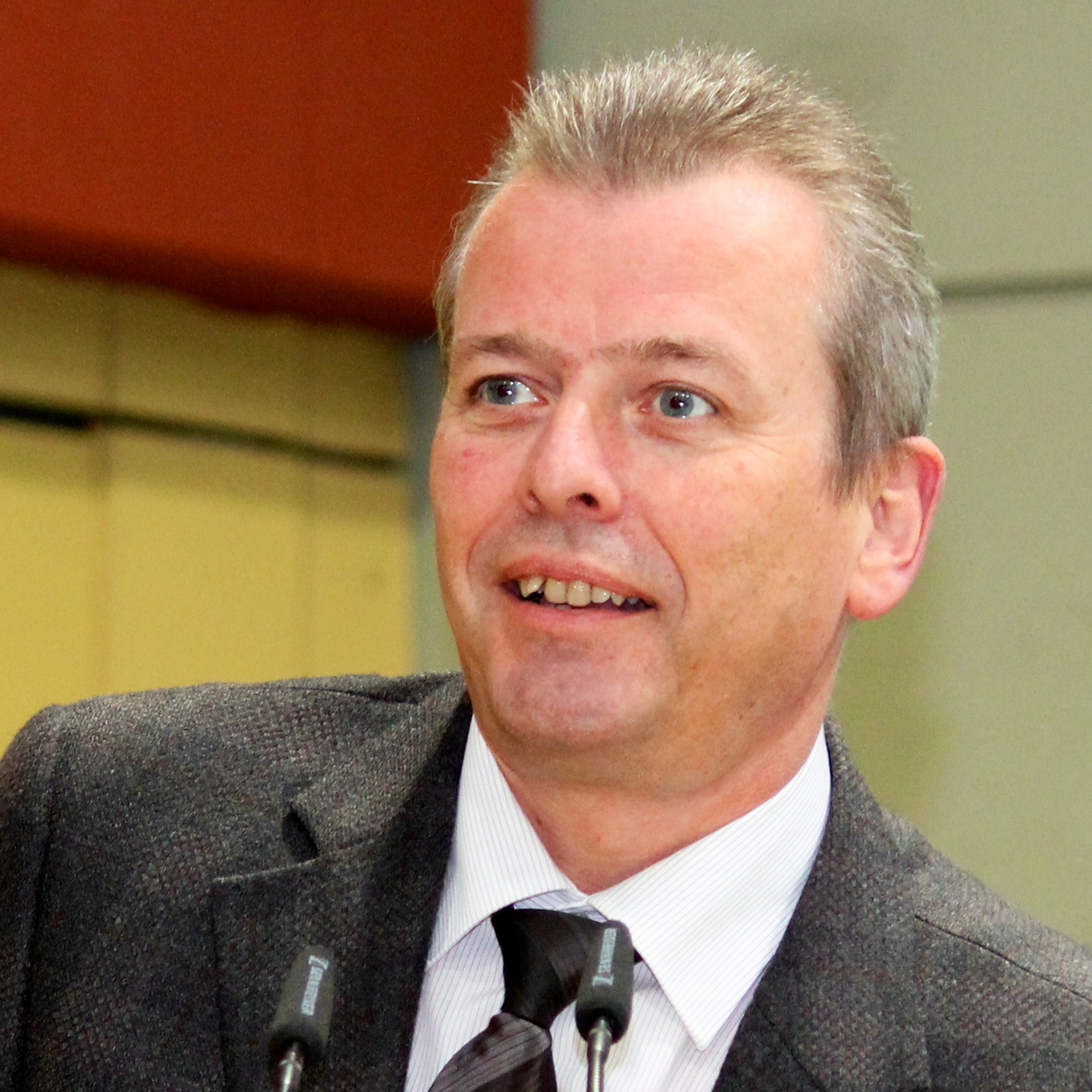
Ulrich Maly (* 1960)

- Malý, Václav (* 1950), tschechischer Bischof
- Maly, Vincenz (1808–1878), österreichischer Verwaltungsjurist und Politiker
- Malý, Vladimír (* 1952), tschechoslowakischer Hochspringer
- Maly, Wilhelm (1894–1943), deutscher Maler und Bildhauer

### Malya
- Malyar, Martina (* 1959), österreichische Politikerin (SPÖ), Landtagsabgeordnete und Bezirksvorsteherin
- Malyávin, Vladímir Vyacheslávovich (* 1950), sowjetisch-russischer Sinologe, Historiker und Hochschullehrer

### Malyc
- Malych, Andrei Sergejewitsch (* 1988), russischer Fußballspieler
- Malycha, Christian (* 1978), deutscher Kunsthistoriker
- Malychin, Aljaksandar (* 1987), belarussischer Autorennfahrer
- Malychin, Fjodor Michailowitsch (1990–2025), russischer EishockeyspielerFjodor Michailowitsch Malychin (1990–2025)

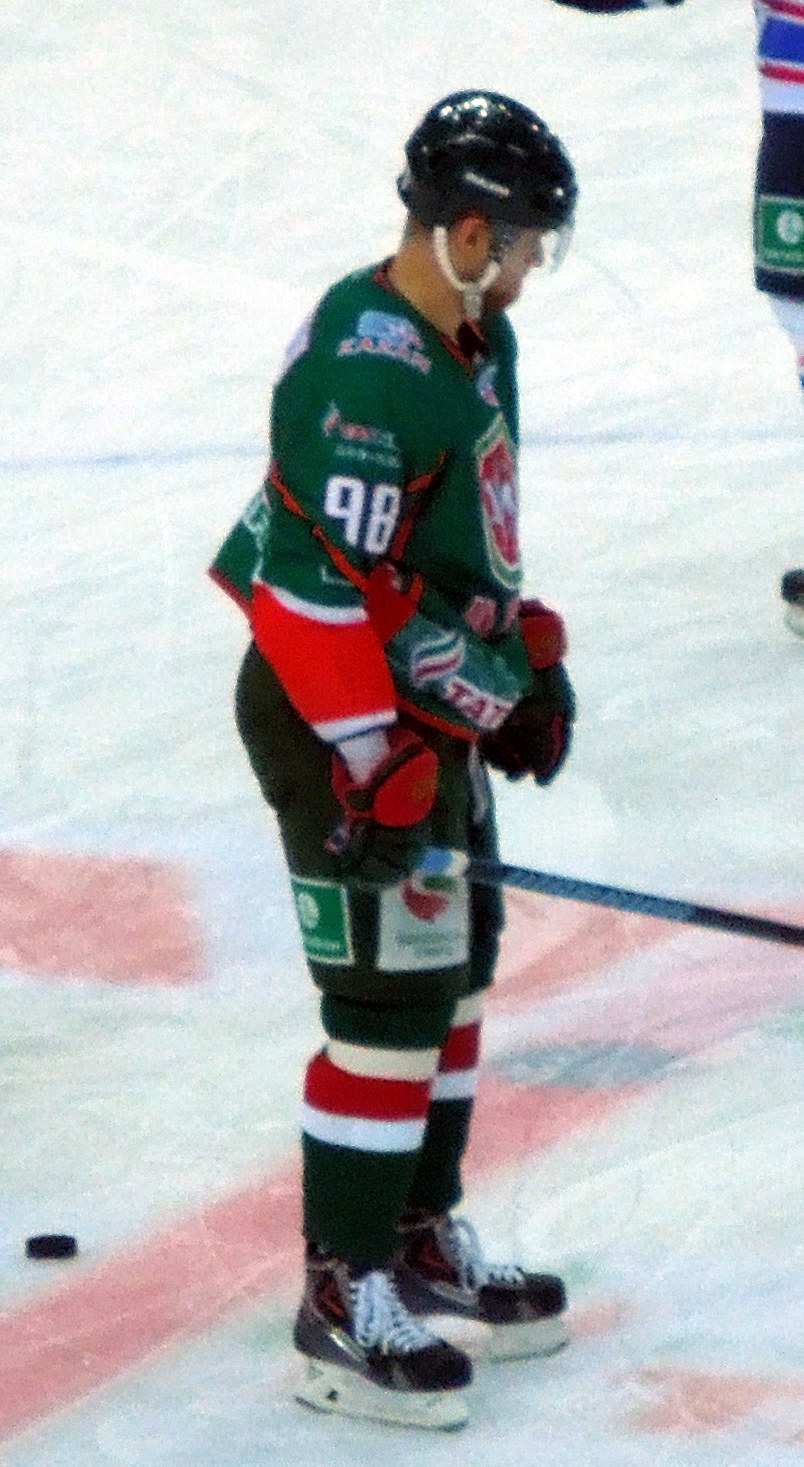
Fjodor Michailowitsch Malychin (1990–2025)

- Malychin, Wladyslaw (* 1998), ukrainischer Stabhochspringer

### Malyg
- Małyga, Maciej (* 1979), polnischer Geistlicher, römisch-katholischer Weihbischof in Breslau
- Malygin, Stepan Gawrilowitsch († 1764), russischer Polarforscher und Marineoffizier

### Malyk
- Malykin, Witali Markowitsch (* 1982), ukrainischer Schachspieler

### Malyn
- Malynes, Gerard de (1586–1641), englischer Kaufmann, Beauftragter für die Spanischen Niederlande, Regierungsberater und Beamter im Münzwesen

### Malyo
- Malyon, Eily (1879–1961), britische Schauspielerin
- Malyoth, Ludwig (1860–1939), deutscher Schauspieler und Theaterwissenschaftler

### Malyp
- Malypetr, Jan (1873–1947), tschechischer Politiker, tschechoslowakischer Ministerpräsident (1932–1935)

### Malys
- Malyschew, Alexander (* 1989), kasachischer Skilangläufer
- Malyschew, Alexander Petrowitsch (1879–1962), russischer Physiker und Hochschullehrer
- Malyschew, Anton Wladimirowitsch (* 1985), russischer Eishockeyspieler
- Malyschew, Ilja Iljitsch (1904–1973), sowjetischer Geologe und Politiker
- Malyschew, Juri Alexandrowitsch (* 1947), sowjetischer Ruderer
- Malyschew, Juri Wassiljewitsch (1941–1999), sowjetischer Kosmonaut, Pilot
- Malyschew, Wjatscheslaw Alexandrowitsch (1902–1957), sowjetischer Politiker und Parteifunktionär
- Malyschewa, Jekaterina Alexandrowna (* 1987), russische Eisschnellläuferin
- Malyschewa, Jelena Michailowna (* 1947), sowjetische bzw. russische Historikerin und Hochschullehrerin
- Malyschewa, Natalja Jurjewna (* 1994), russische Ringerin
- Malyschewa, Natalja Wladimirowna (1921–2012), sowjetisch-russische Raketentechnikerin und Nonne
- Malyschkin, Alexander Georgijewitsch (1892–1938), russischer Autor
- Malyschkin, Wassili Fjodorowitsch (1896–1946), sowjetischer Offizier
- Malyschko, Andrij (1912–1970), ukrainischer Dichter, Übersetzer, Literaturkritiker und Publizist
- Malyschko, Dmitri Wladimirowitsch (* 1987), russischer Biathlet
- Malyschko, Mykola (* 1938), ukrainischer Bildhauer und Maler
- Malyschtschyk, Hanna (* 1994), belarussische Hammerwerferin
- Małysiak, Albin (1917–2011), polnischer Ordensgeistlicher, römisch-katholischer Weihbischof in Krakau
- Małysiak, Andrzej (* 1957), deutsch-polnischer Eishockeyspieler
- Malyska, Siegfried (* 1956), deutscher Fußballspieler
- Małysz, Adam (* 1977), polnischer SkispringerAdam Małysz (* 1977)

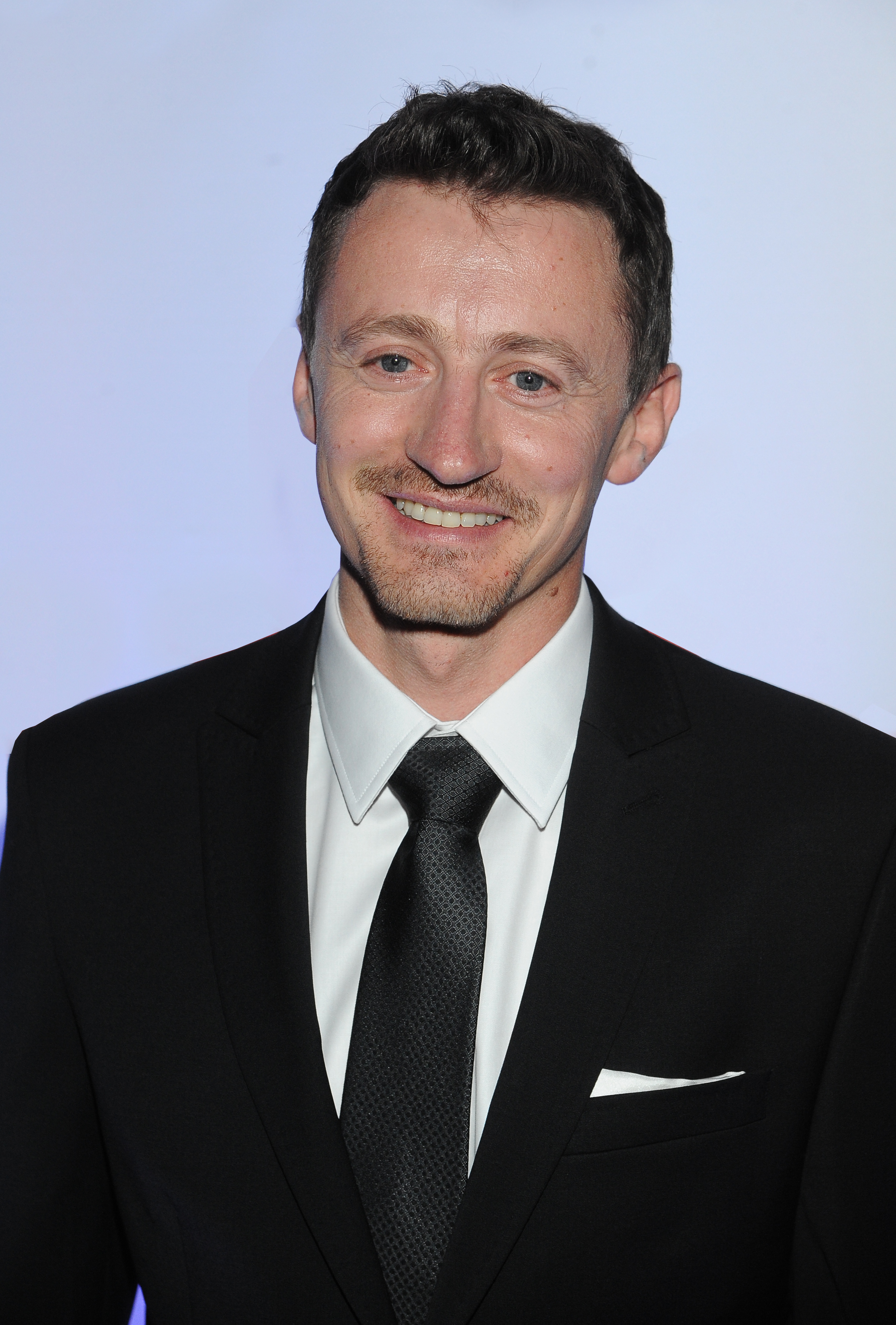
Adam Małysz (* 1977)

### Malyz
- Malyzka, Kostjantyna (1872–1947), ukrainische Pädagogin und Schriftstellerin